# 加藤琉美
加藤琉美（日语：（1995年3月9日—），是日本女子偶像團體SKE48 Team E的成员，岐阜県出身，隸属於AKS事務所。

## 來歷
- 2009年3月 - SKE48第2期生選拔合格。
- 2009年4月 - 在『「神公演予定」～因諸多因素、也有可能無法成為神公演、望體諒』中、以研究生的身分第一次出場。
- 2010年8月21日 - 從研究生升格為Team S的正式成員。

## 人物
- 公演的自介口號為「活潑的るみるみ，圓圓的るみるみ，一直都是るみるみ，有點毒舌，岐阜縣出身的加藤るみ」(るんるんるみるみ、まるまるるみるみ、いつでもるみるみ、ちょっぴり毒舌 岐阜県出身の加藤るみです)[1]。
- 雖然是以竹取公主為自稱的正統派偶像，但是本人卻說「與其被說是個可愛的人，更想要被人稱為有趣的人」。
- 個人特色為「毒舌屬性」。
- 最喜歡的食物為蜜柑，在冬天時，因為吃太多蜜柑使得手變的黃黃的而被稱為「蜜柑傢伙(みかん野郎)」，因此，這個綽號為冬季限定。
- 「MIZUKI軍團」的副團長，並且時常都會在團長桑原瑞希的部落格中出現。

## 出演

### 綜藝
- SAKAE TA☆RO（2009年4月14日、中京テレビ）

### 廣播
- SKE48放課後倶楽部（2010年7月7日 - 、FMわっち）

### 演唱會
- 「神公演予定」～因诸多因素、也有可能无法成为神公演、望体谅（2009年4月25日、NHKホール）
- 剧场外演唱会「初次的课外教学」（2009年5月24日、ボトムライン）
- 结成1周年纪念公演「夺取天下吧!」（2009年7月30日、CLUB DIAMOND HALL）
- 名古屋一揆（2009年12月25日、Zepp Nagoya）
- SKE48 傳說、開始了！ （2010年4月29日、Zepp Nagoya）
- AKB48 AKB48演唱會 沒有驚喜（2010年7月10日・11日、代々木第一体育館）
- SKE48 重溫時間 最佳曲目30 2010 哪個是神曲?（2010年7月31日、名古屋センチュリーホール）

## 外部連結
- SKE48官方個人資料頁（页面存档备份，存于）
- 加藤るみ官方部落格 「まるごとみかん図鑑（页面存档备份，存于）」